# HP 64000
HP 64000, nome completo HP 64000 Logic Development System, è un sistema computerizzato per lo sviluppo hardware e software di altri sistemi basati su microprocessore, lanciato nel 1979 dalla Hewlett-Packard (HP). Fu sviluppato dalla divisione HP di Colorado Springs. A differenza di molti sistemi analoghi dell'epoca, come Intellec e EXORciser, non era dedicato solo ai microprocessori del proprio produttore, ma permetteva lo sviluppo e il debug di generiche applicazioni su scheda custom con microprocessore di molti diversi modelli, come quelle che oggi sono note come sistemi embedded.
Venne utilizzato anche per progettare videogiochi arcade, il primo POS italiano a carte di credito e il Telepass.

## Caratteristiche
In ogni scheda custom il microprocessore (detto "micro") deve interfacciarsi con molte altre componenti e il suo programma veniva memorizzato su EPROM; i tempi di sviluppo sono lunghi, dovendo fare molti tentativi con scrittura e cancellazione dell'EPROM. Con l'HP 64000 si intendeva fornire un sistema completo per rendere più veloce ed efficiente tale processo. Il costo del sistema era piuttosto elevato.
Il sistema è modulare e ogni sua possibile componente ha un codice di identificazione numerico in formato 64xxx. I due principali gruppi di hardware sono le workstation, dotate di schermo e tastiera ed espandibili tramite un backplane, e i box di emulazione di specifici micro, da collegare alle workstation tramite protocollo IEEE 488. Più workstation si possono collegare in rete locale, così da accedere ad esempio a un disco rigido comune.
A differenza di sistemi più recenti software, l'emulazione di un certo micro avviene con apposito hardware che ne riproduce e consente di osservare il funzionamento. Una periferica chiamata emulation probe (lett. "sonda di emulazione"), specifica per certi micro, si collega tramite cavo a nastro al posto di quello che, nell'hardware in sviluppo, dovrebbe essere il micro.
All'interno della workstation venivano montate schede per interfacciare il sistema in sviluppo e il software di gestione. Serviva una scheda da collegare al probe e una scheda bridge. Ulteriori schede comuni potevano essere le State Analyzer, per monitorare l'attività del micro senza interferire con esso; ad esempio la HP 64623A a 20 canali, per micro a 8 bit di dati e 16 di indirizzi, o la HP 64622A a 40 canali, per micro a 16 bit di dati e 24 di indirizzi. Altre potevano essere più avanzate, come ad esempio la Software Performer Analyzer (HP 64310A) per effettuare analisi statistiche sull'esecuzione del codice. Tutte le schede sono circuiti stampati di circa 28x28 cm. La memoria interna del sistema ospita i programmi al posto delle EPROM.
Come software per HP 64000 erano disponibili cross-compilatori di diversi linguaggi di programmazione, assembler, linker, convertitori di file e ogni genere di strumenti per la gestione dell'hardware emulatore.